# Plestiodon tetragrammus
Plestiodon tetragrammus is een hagedis uit de familie skinken (Scincidae).

## Naam en indeling
De wetenschappelijke naam van de skink werd voor het eerst voorgesteld door Spencer Fullerton Baird in 1859. Lange tijd behoorde de soort tot het geslacht Eumeces en onder deze naam is de soort in veel literatuur bekend.

### Ondersoorten
Er zijn twee ondersoorten waarvan de tekening en kleur enigszins verschillen. Soms wordt Plestiodon callicephalus als derde ondersoort gezien. Het verspreidingsgebied is echter anders en er zijn ook enige lichaamskenmerken die verschillen. De ondersoorten en de onderlinge verschillen zijn in de onderstaande tabel weergegeven.
| Naam                                  | Auteur      | Kenmerken |
| ------------------------------------- | ----------- | --- |
| Plestiodon tetragrammus brevilineatus | Cope, 1880  | Donkerder bruin en grijs gekleurd, dunne lichte strepen van de ogen die voor de voorpoten vervagen; mannetjes krijgen een oranje kleur aan de zijkant van de kop in de paartijd. |
| Plestiodon tetragrammus               | Baird, 1859 | Grijs tot lichtbruine basiskleur, dunne lichte strepen van de ogen tot achter de voorpoten. Mannetjes krijgen een rode kleur aan de zijkant van de kop in de paartijd.           |

## Uiterlijke kenmerken
De maximale lengte is ongeveer 12,5 tot 20 centimeter en ruim de helft daarvan bestaat uit de lange staart. Het lichaam is rond en glad lichaam en heeft relatief kleine pootjes en een lange staart. De juveniele dieren hebben zoals wel meer skinken uit het geslacht Plestiodon een helderblauwe staart om vijanden af te leiden en de volwassen mannetjes te laten zijn dat ze nog niet geslachtsrijp zijn en geen concurrentie vormen.

## Verspreiding en habitat

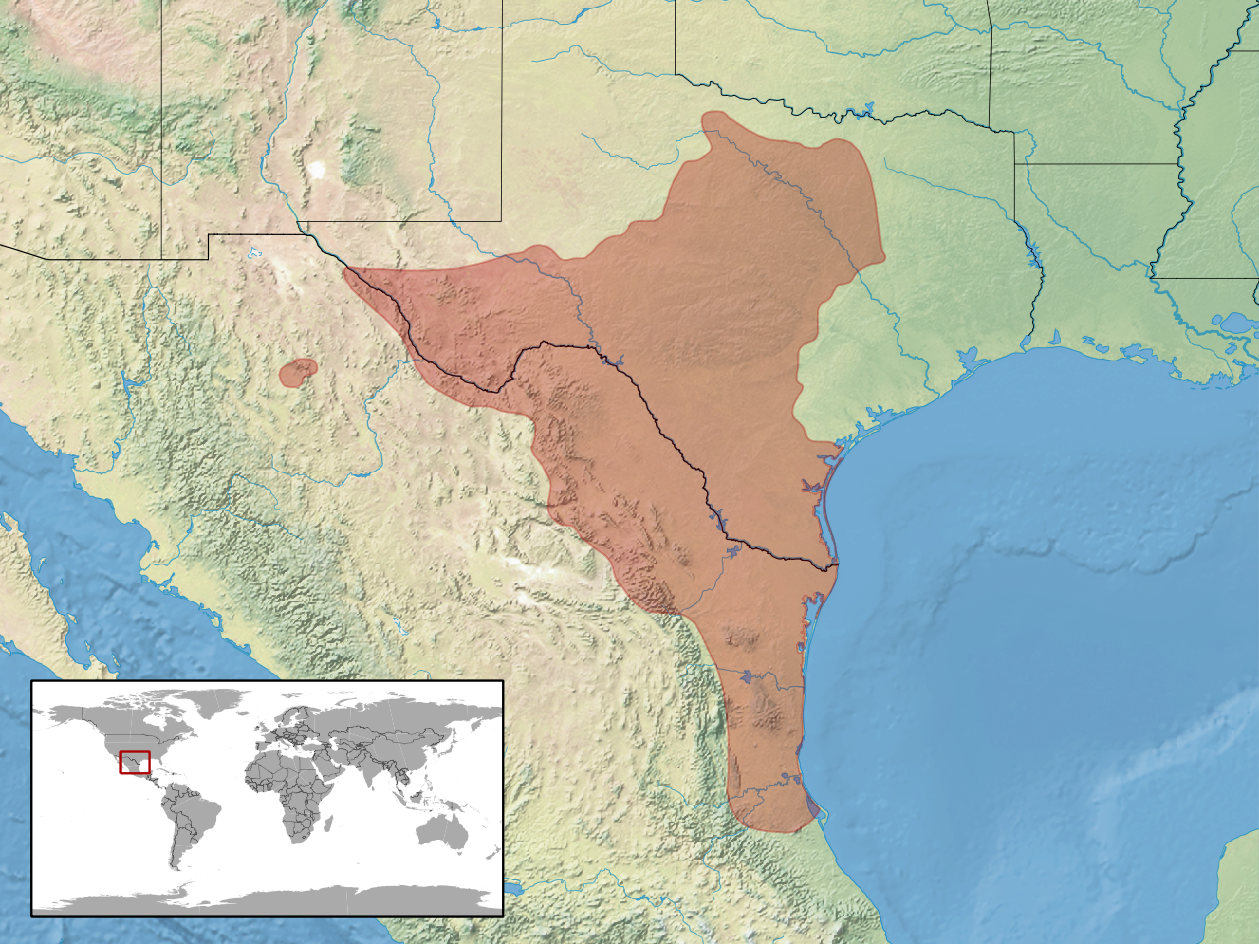
Leefgebied

Plestiodon tetragrammus komt voor in de Verenigde Staten in de staten Arizona en Texas en in Mexico langs de Golf van Mexico. Hier is de hagedis te vinden in de staten Chihuahua, Coahuila, Durango, Guanajuato, Hidalgo, Nuevo León, Querétaro de Arteaga, Sinaloa, Sonora, Tamaulipas en Zacatecas.
De skink is aangetroffen van laaglanden tot een hoogte van ongeveer 2300 meter boven zeeniveau. De habitat bestaat uit drogere, begroeide plaatsen zoals bosranden en heidevelden, geen dichtbegroeide bossen. Plestiodon tetragrammus komt ook voor in door de mens aangepaste omgevingen, zoals vervallen huizen en afvalhopen. De skink is een bodembewoner die wel kan klimmen maar meestal op de bodem foerageert naar prooien. Het menu bestaat uit allerlei ongewervelden.
Door de internationale natuurbeschermingsorganisatie IUCN wordt de skink als 'veilig' beschouwd (Least Concern of LC).